# George W. Crawford
George Walker Crawford (condado de Columbia, 22 de diciembre de 1798-Augusta, 27 de julio de 1872) fue un abogado y político estadounidense. Fue miembro de la Cámara de Representantes de los Estados Unidos, y posteriormente elegido gobernador de Georgia, ocupando el cargo durante dos períodos entre 1843 y 1847, siendo el único gobernador miembro del Partido Whig en la historia del estado. También se desempeñó como Secretario de Guerra de los Estados Unidos de 1849 a 1850.
En 1861, fue elegido delegado del condado de Richmond para la Convención de la Secesión de Georgia, siendo elegido presidente permanente de la misma, por la cual Georgia se separó de los Estados Unidos para integrar los Estados Confederados de América.

## Biografía

### Primeros años
Nació en diciembre de 1798 en el condado de Columbia (Georgia), era el cuarto hijo de Peter y Mary Ann Crawford. Creció en la finca de la familia, fuertemente influenciado por su padre.
Estudió en la facultad de derecho de la Universidad de Nueva Jersey (actual Universidad de Princeton), donde se graduó con una licenciatura en 1820 y posteriormente realizó una pasantía bajo la tutela de Richard Henry Wilde. Ingresó al colegio de abogados en 1822 y comenzó la práctica legal en Augusta (Georgia), asociándose con Henry H. Cumming. Obtuvo una maestría de la Facultad de Artes y Ciencias de Franklin, la universidad fundadora de la Universidad de Georgia. Desde 1824 hasta 1825 sirvió como segundo teniente en el 10º Regimiento de la Milicia de Georgia.

### Carrera política
En 1827 fue nombrado fiscal general de Georgia. En 1837 fue elegido para la Asamblea General de Georgia como miembro de la Cámara de Representantes del condado de Richmond. Posteriormente, fue miembro de la Cámara de Representantes de los Estados Unidos para ocupar la vacante causada por el fallecimiento del representante Richard W. Habersham. Su período fue corto, sirviendo solo del 7 de enero al 3 de marzo de 1843.
En 1843 fue el candidato del Partido Whig para gobernador de Georgia. Derrotó al candidato demócrata, Mark Anthony Cooper, con 38.813 votos, sucediendo a Charles J. McDonald para convertirse en el primer candidato Whig en servir como gobernador del estado. Los whigs también ganaron la mayoría en ambas cámaras de la legislatura estatal en 1843. Fe reelegido en 1845, derrotando al retador demócrata Matthew H. McAllister por un margen de 1.751 votos.
Con el apoyo de la legislatura, pudo llevar a cabo la agenda de Whig, que se centró en la reducción de la deuda pública y la contención fiscal. La administración de Crawford redujo los gastos en más de 66.000 dólares en su primer año y casi eliminó la deuda estatal de 500.000 dólares antes de que George W. Towns lo sucediera. También aceleró la construcción de los ferrocarriles de propiedad estatal y estableció la Corte Suprema de Georgia, que no se había institucionalizado durante décadas de esfuerzos previos.
Cuando el general Zachary Taylor se convirtió en presidente en 1849, nombró a Crawford como secretario de Guerra de los Estados Unidos.
En 1861, fue elegido como delegado del condado de Richmond a la Convención de Secesión del estado, siendo elegido presidente de la misma por unanimidad. Debió haber sido juzgado por incitar a la rebelión debido a su papel en presidir la secesión del estado, siendo excluido de la elegibilidad para las proclamaciones de amnistía de Abraham Lincoln y Andrew Johnson. Sin embargo en 1865, Johnson aprobó su solicitud de amnistía, por lo que se le devolvió la ciudadanía estadounidense.
Falleció el 27 de julio de 1872 en su finca de Belair, ubicada cerca de Augusta (Georgia). Su funeral se llevó a cabo en la iglesia episcopal de St. Paul y fue enterrado en el cementerio de Summerville, ubicado en Augusta.

## Homenajes
El 16 de noviembre de 1943, fue nombrado en su honor el buque SS George Walker Crawford de la Clase Liberty, construido por el J.A. Jones Construction Company en Brunswick (Georgia). El buque fue botado el 1 de enero de 1944 y se entregó al servicio federal el 13 de enero de 1944.